# Vivek Chibber

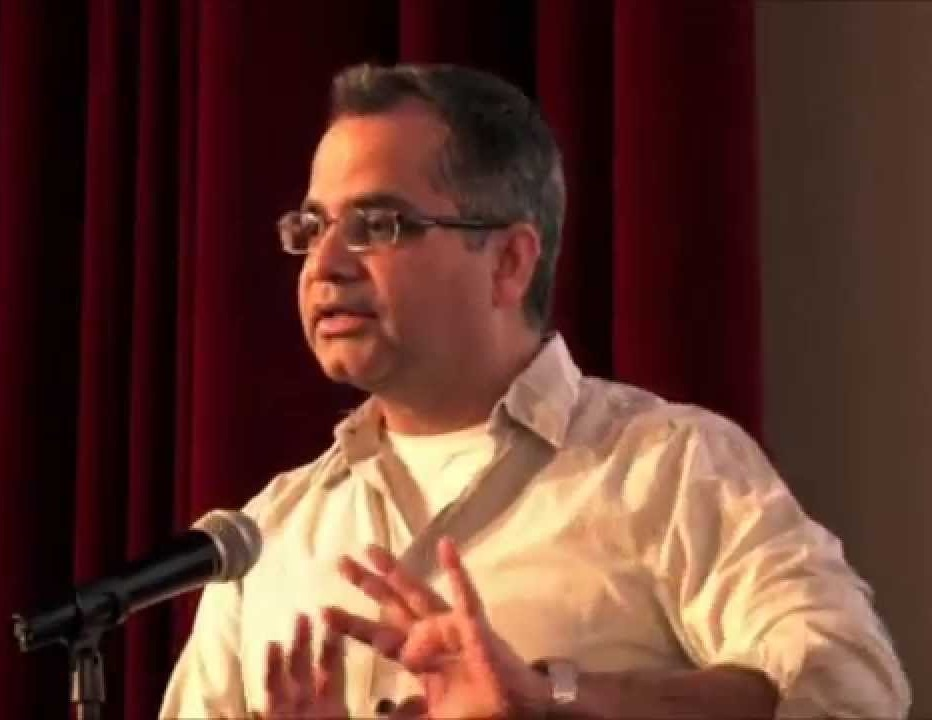
Vivek Chibber

Vivek Chibber (* 1965) ist ein US-amerikanischer Soziologe. Er lehrt als Professor an der New York University und ist Herausgeber der marxistischen Theoriezeitschrift Catalyst. A Journal of Theory and Strategy, einem Schwesterprojekt der Zeitschrift Jacobin, in der er ebenfalls publiziert.
Chibber machte das Bachelor-Examen für Politikwissenschaft 1987 an der Northwestern University und wurde 1999 im Fach Soziologie an der University of Wisconsin zum Ph.D. promoviert. Danach wurde er an der New York University tätig, von 1999 bis 2005 als Assistant Professor, von 2005 bis 2013 als Associate Professor und seit 2013 als Professor.
In den Postcolonial Studies ist Chibber sehr umstritten. In seinem Buch Postcolonial theory and the specter of capital übte er grundsätzliche Kritik an den führenden Vertretern der Fachrichtung, die der Subaltern Studies Group zugehörig sind. Die postkoloniale Theorie sei nicht nur empirisch fehlerhaft, sie habe auch den Orientalismus wiederbelebt, den sie angeblich kritisieren wollte.
Chibber legte in Zusammenarbeit mit der Zeitschrift Jacobin „Das ABC des Kapitalismus“ in drei kleinen Schriften vor, die 2019 auch in deutscher Übersetzung erschienen sind. Im Interview mit dem Neuen Deutschland erklärte Chibber, welches Publikum er sich für die Schriftenreihe erhofft: Leute, die nie etwas mit Marx zu tun hatten und sich eigentlich auch gar nicht dafür interessieren. Er habe sich an den Publikationen der 1930er Jahre orientiert, den besten, weil die Autoren noch in Parteien und Bewegungen eingebunden gewesen seien. „Ab den sechziger Jahren dann gingen sie an die Universitäten und bauten ihre Karrieren darauf auf, unverständliches Zeug zu schreiben.“

## Schriften (Auswahl)
- Confronting Capitalism. How the World Works and How to Change It. Verso, London 2022, ISBN 978-1-83976-270-3.
- The Class Matrix. Social Theory after the Cultural Turn. Harvard University Press, Cambridge 2022, ISBN 978-0-67424-513-6.
- The ABCs of Capitalism (Das ABC des Kapitalismus), 3 Bände:
  - Understanding Capitalism. Jacobin Foundation, New York 2018.
    - Kapitalismus verstehen, Brumaire Verlag, Berlin 2019, ISBN 978-3-948608-01-9.

  - Capitalism and the State. Jacobin Foundation, New York 2018.
    - Kapitalismus und Staat, Brumaire Verlag, Berlin 2019, ISBN 978-3-948608-02-6.

  - Capitalism and the Class Struggle. Jacobin Foundation, New York 2018.
    - Kapitalismus und Klassenkampf, Brumaire Verlag, Berlin 2019, ISBN 978-3-948608-03-3.
- Postcolonial Theory and the Specter of Capital. Verso, London 2013, ISBN 978-1-84467-976-8.
  - Postkoloniale Theorie und das Gespenst des Kapitals. Aus dem Englischen von Christian Frings, Dietz Berlin, Berlin 2018, ISBN 978-3-320-02356-0.
- Locked in place. State-building and late Industrialization in India. Princeton University Press, Princeton, N.J. 2003, ISBN 978-0-691-09659-9.